# Ngesang
Ngesang ist ein Dorf im administrativen Staat Ngaraard (d. h. ein Verwaltungsgebiet) im Inselstaat Palau im Pazifik.

## Geographie
Ngesang ist ein Teil der Gemeinde Elab und liegt in dem Gebiet der Ostküste von Babeldaob, wo die meisten Einwohner von Elab leben. Im Ort steht die Bethania High School for Girls. Die schönen Strände, unter anderem Klouel Dormechol, sind beliebte Badeplätze. Am Nordende von Ngesang beginnen die alte Steinpfade, die von der Ostküste zur Westküste verlaufen.
Außerdem gibt es im Ort die Catholic Church of Ngaraard.